# Nekrolog 4. Quartal 1979
Nekrolog
◄◄
| ◄
| 1975
| 1976
| 1977
| 1978
| 1979 | 1980 | 1981 | 1982 | 1983 | ► | ►►
1. Quartal |
2. Quartal |
3. Quartal |
4. Quartal 1979
Weitere Ereignisse | Allgemeiner Nekrolog 1979
Die Beschreibung der verstorbenen Person sollte so kurz wie möglich gehalten sein und nur deren signifikante Tätigkeit(en) enthalten.
Neue Namen ggf. auch unter dem Geburts- und Sterbedatum, also etwa unter 1. Januar und im Geburts- und Sterbejahr (2024) eintragen (nur bei entsprechender großer Wichtigkeit). Für Beispiele siehe die schon vorhandenen Artikel.
Außerdem über die fünf zuletzt Verstorbenen, zu denen es einen ausreichend guten Artikel für eine Präsentation auf der Hauptseite gibt, nach der todesbedingten Überarbeitung der Artikel ggf. auch unter Wikipedia Diskussion:Hauptseite informieren und sie am besten auch in den anderen Wikipedia-Sprachversionen eintragen. Tipp: Regelmäßig bei news.google.de nach „ist tot“, „gestorben“ oder „verstorben“ suchen.
Wenn eine Person gestorben ist, gibt es viele Seiten zu dieser Person in der Wikipedia, die davon auch betroffen sind und entsprechend aktualisiert werden müssen. Beispiele: Namenübersichtsseite, Geburtsjahr, Geburtsort-Seiten und viele mehr.
Wie finde ich die betroffenen Seiten?
Im Suchfeld auf der linken Seite gibt man den Suchbegriff so ein: „Vorname Nachname“. Dann klickt man auf Volltext und alle Seiten mit entsprechendem Suchtext werden aufgerufen. Hier sieht man dann schnell, wo auch das Todesjahr Sinn macht oder sogar ein Teil des Artikels angepasst werden muss. Auch hilft das „Werkzeug“ auf der linken Seite sehr gut, um solche Seiten aufzufinden: „Links auf diese Seite“. Somit ist die Wikipedia wieder aktuell in allen Bereichen! Hinweis: bei Eintragung der Kategorie „Gestorben JAHR“ wird der Missbrauchsfilter 49 ausgelöst, was jedoch nicht schlimm ist. Siehe: Spezial:Missbrauchsfilter/49
Dies ist eine Liste von im vierten Quartal 1979 verstorbenen bekannten Persönlichkeiten. Die Einträge erfolgen innerhalb der einzelnen Daten alphabetisch sortiert. Tiere sind im Nekrolog für Tiere zu finden.

## Oktober
| Tag         | Name                                  | Beruf, bekannt als                                                                                   | Alter | Beleg |
| ----------- | ------------------------------------- | --- | ----- | ----- |
| 1. Oktober  | Dorothy Arzner                        | US-amerikanische Filmregisseurin                                                                     | 82    |       |
| 1. Oktober  | Roy Harris                            | US-amerikanischer Komponist                                                                          | 81    |       |
| 1. Oktober  | Leo Lukas                             | österreichischer Politiker, Landtagsabgeordneter, Abgeordneter zum Nationalrat                       | 71    |       |
| 1. Oktober  | Preguinho                             | brasilianischer Fußballspieler                                                                       | 74    |       |
| 2. Oktober  | Albert Bürklin                        | deutscher Winzer                                                                                     | 72    |       |
| 2. Oktober  | Ray Genet                             | US-amerikanischer Bergsteiger                                                                        | 48    |       |
| 2. Oktober  | Bernie Gozier                         | US-amerikanischer Schauspieler                                                                       | 62    |       |
| 2. Oktober  | Charlie Hickman                       | US-amerikanischer Sänger, Schauspieler und Moderator                                                 | 43    |       |
| 2. Oktober  | Max Hofsommer                         | deutscher Fußballspieler                                                                             | 67    |       |
| 2. Oktober  | Werner Lange                          | deutscher Müller und Unternehmer, Ehrenbürger von Uetersen                                           | 62    |       |
| 2. Oktober  | Joseph Mary Marling                   | US-amerikanischer katholischer Bischof                                                               | 75    |       |
| 2. Oktober  | Sergio Martínez                       | kubanischer Radrennfahrer                                                                            | 36    |       |
| 2. Oktober  | Johann Muschik                        | österreichischer Kunstkritiker der 1950er                                                            | 68    |       |
| 2. Oktober  | Heinrich Reichold                     | deutscher Gewerkschafter und Politiker (CSU), MdB                                                    | 49    |       |
| 2. Oktober  | Antonio Rodríguez Lesende             | argentinischer Tangosänger spanischer Herkunft                                                       | ≈74   |       |
| 2. Oktober  | Hannelore Schmatz                     | deutsche Bergsteigerin                                                                               | 39    |       |
| 2. Oktober  | Ernst Wulf                            | deutscher Politiker (SED), Vorsitzender der VdgB                                                     | 57    |       |
| 3. Oktober  | Eduard Batschelet                     | schweizerischer Mathematiker, Gymnasial- und Hochschullehrer                                         | 65    |       |
| 3. Oktober  | Corky Corcoran                        | US-amerikanischer Jazz-Saxophonist                                                                   | 55    |       |
| 3. Oktober  | Giovanni Genucchi                     | Schweizer Bildhauer und Zeichenlehrer                                                                | 75    |       |
| 3. Oktober  | Claudia Jennings                      | US-amerikanische Schauspielerin und Fotomodell                                                       | 29    |       |
| 3. Oktober  | Dorothy Peterson                      | US-amerikanische Schauspielerin                                                                      | 81    |       |
| 3. Oktober  | Nicos Poulantzas                      | griechischer Politikwissenschaftler                                                                  | 43    |       |
| 3. Oktober  | Armi Ratia                            | finnische Unternehmerin und Textildesignerin                                                         | 67    |       |
| 3. Oktober  | Humberto Teixeira                     | brasilianischer Musiker und Komponist                                                                | 64    |       |
| 4. Oktober  | Hans Lohberger                        | österreichischer Schriftsteller                                                                      | 59    |       |
| 4. Oktober  | Theo Pabst                            | deutscher Architekt, Baubeamter und Hochschullehrer                                                  | 74    |       |
| 4. Oktober  | Cyril John Vogel                      | US-amerikanischer Geistlicher, römisch-katholischer Bischof von Salina                               | 74    |       |
| 5. Oktober  | Georg von Broich-Oppert               | deutscher Diplomat und Politiker, MdA                                                                | 81    |       |
| 5. Oktober  | Rudolf Burmester                      | deutscher Politiker, MdL                                                                             | 91    |       |
| 5. Oktober  | Donald H. Magnuson                    | US-amerikanischer Politiker                                                                          | 68    |       |
| 5. Oktober  | Karl Obrecht                          | Schweizer Jurist und Politiker                                                                       | 69    |       |
| 5. Oktober  | Sophie Dorothee von Podewils          | deutsche Erzählerin und Lyrikerin                                                                    | 70    |       |
| 5. Oktober  | Joseph Raseta                         | madegassischer Intellektueller und Politiker                                                         | 92    |       |
| 5. Oktober  | Ken Strong                            | US-amerikanischer American-Football-Spieler und -Trainer, Baseballspieler                            | 73    |       |
| 6. Oktober  | Elizabeth Bishop                      | US-amerikanische Dichterin und Schriftstellerin                                                      | 68    |       |
| 6. Oktober  | Kurt Ehrenberg                        | österreichischer Paläontologe und Speläologe                                                         | 82    |       |
| 6. Oktober  | Franz Högner                          | deutscher Maler und Illustrator                                                                      | 76    |       |
| 6. Oktober  | Tatjana Iwanow                        | deutsche Schauspielerin und Sängerin                                                                 | 54    |       |
| 6. Oktober  | Rudolf Kinauer                        | österreichischer Kartographiehistoriker                                                              | 71    |       |
| 6. Oktober  | Dudley Littlewood                     | englischer Mathematiker                                                                              | 76    |       |
| 6. Oktober  | Marshall Allen Neill                  | US-amerikanischer Jurist und Politiker                                                               | 65    |       |
| 6. Oktober  | Anastasios Orlandos                   | griechischer Architekt, Bauforscher, Archäologe und Denkmalpfleger                                   | 91    |       |
| 6. Oktober  | Ludmila Pajdušáková                   | slowakische Astronomin                                                                               | 63    |       |
| 6. Oktober  | W. Chapman Revercomb                  | US-amerikanischer Politiker                                                                          | 84    |       |
| 6. Oktober  | Christian Rörig                       | deutscher Politiker, MdL                                                                             | 76    |       |
| 7. Oktober  | Rudolf Blohm                          | deutscher Unternehmer und Leiter der Schiffswerft Blohm & Voss                                       | 94    |       |
| 7. Oktober  | Jakow Matwejewitsch Gudkin            | sowjetischer Theater- und Film-Schauspieler sowie Estrada-Künstler                                   | 74    |       |
| 7. Oktober  | Jerzy Petersburski                    | polnischer Schlagerkomponist                                                                         | 84    |       |
| 8. Oktober  | Emmaline Henry                        | US-amerikanische Schauspielerin                                                                      | 50    |       |
| 8. Oktober  | David Izenzon                         | US-amerikanischer Jazz-Bassist                                                                       | 47    |       |
| 8. Oktober  | Kim Hyung-wook                        | südkoreanischer Politiker                                                                            | 54    |       |
| 8. Oktober  | Jayaprakash Narayan                   | indischer Freiheitskämpfer                                                                           | 76    |       |
| 8. Oktober  | József Vándor                         | ungarischer Ordenspriester und Missionar                                                             | 69    |       |
| 8. Oktober  | Renz Waller                           | deutscher Kunstmaler und Falkner                                                                     | 83    |       |
| 9. Oktober  | Karl Berndt                           | deutscher Fußballspieler und -trainer                                                                | 81    |       |
| 9. Oktober  | Louis Diage                           | US-amerikanischer Szenenbildner                                                                      | 74    |       |
| 9. Oktober  | Walter Hähnel                         | deutscher Politiker (KPD, SED)                                                                       | 74    |       |
| 9. Oktober  | Ernie Harper                          | britischer Langstreckenläufer                                                                        | 77    |       |
| 9. Oktober  | Iknadios Bedros XVI. Batanian         | türkischer Geistlicher, Patriarch des armenisch-katholischen Patriarchats von Kilikien               | 80    |       |
| 9. Oktober  | Maxwell Ralph Jacobs                  | australischer Botaniker                                                                              | 74    |       |
| 9. Oktober  | Friedrich Merz                        | deutscher Unternehmer und Apotheker                                                                  | 94    |       |
| 9. Oktober  | Suse Preisser                         | deutsche Balletttänzerin, Choreografin und Ballettmeisterin                                          | 59    |       |
| 9. Oktober  | Nur Muhammad Taraki                   | afghanischer Journalist und Politiker                                                                | 62    |       |
| 10. Oktober | Heinrich Behnke                       | deutscher Mathematiker Hochschullehrer und Rektor                                                    | 81    |       |
| 10. Oktober | Guido Fanconi                         | Schweizer Kinderarzt                                                                                 | 87    |       |
| 10. Oktober | Paul Paray                            | französischer Dirigent und Komponist                                                                 | 93    |       |
| 10. Oktober | Aleks Pontvik                         | schwedischer Musiktherapeut                                                                          | 70    |       |
| 10. Oktober | Hans Trimborn                         | deutscher Maler und Musiker                                                                          | 88    |       |
| 10. Oktober | Chi Che Wang                          | chinesischstämmige Biochemikerin                                                                     | 85    |       |
| 11. Oktober | Joseíto Fernández                     | kubanischer Sänger und Songwriter                                                                    | 71    |       |
| 11. Oktober | Margarete Kollisch                    | österreichische Schriftstellerin, Lyrikerin                                                          | 85    |       |
| 11. Oktober | Franciszek Leja                       | polnischer Mathematiker                                                                              | 94    |       |
| 11. Oktober | Andrei Andrejewitsch Markow           | sowjetischer Mathematiker und Logiker                                                                | 76    |       |
| 11. Oktober | Nadeschda Sergejewna Nadeschdina      | russische Balletttänzerin und Choreografin                                                           |       |       |
| 12. Oktober | Katharine B. Blodgett                 | US-amerikanische Physikerin                                                                          | 81    |       |
| 12. Oktober | Andries du Plessis                    | südafrikanischer Stabhochspringer                                                                    | 69    |       |
| 12. Oktober | Samuel Fisher, Baron Fisher of Camden | britischer Politiker                                                                                 | 74    |       |
| 12. Oktober | Rene Gagnon                           | US-amerikanischer Soldat des Zweiten Weltkriegs                                                      | 54    |       |
| 12. Oktober | Carlos Giudice                        | chilenischer Fußballspieler                                                                          | 73    |       |
| 12. Oktober | Daniel Hall                           | britischer Historiker                                                                                | 87    |       |
| 12. Oktober | Celia Lovsky                          | österreichisch-US-amerikanische Schauspielerin                                                       | 82    |       |
| 12. Oktober | Molly Macalister                      | neuseeländische Bildhauerin, Malerin und Holzschnitzerin                                             | 59    |       |
| 12. Oktober | Charlotte Mineau                      | US-amerikanische Schauspielerin                                                                      | 93    |       |
| 12. Oktober | Waloddi Weibull                       | schwedischer Mathematiker                                                                            | 92    |       |
| 13. Oktober | Rebecca Clarke                        | englische Komponistin                                                                                | 93    |       |
| 13. Oktober | Heinrich Fueter                       | Schweizer Filmproduzent                                                                              | 68    |       |
| 13. Oktober | Günter Hauk                           | deutscher Komponist                                                                                  | 47    |       |
| 13. Oktober | Rolf Honold                           | deutscher Schauspieler, Theaterregisseur und Schriftsteller                                          | 60    |       |
| 13. Oktober | Kurt Koblitz                          | deutscher Politiker (SED,), MdB                                                                      | 63    |       |
| 13. Oktober | Fritz Kunst                           | deutscher Lokalpolitiker (SED)                                                                       | 79    |       |
| 13. Oktober | Clarence Muse                         | US-amerikanischer Schauspieler, Autor, Komponist, Regisseur und Sänger                               | 89    |       |
| 13. Oktober | Giovanni Sansone                      | italienischer Mathematiker                                                                           | 91    |       |
| 13. Oktober | Walter Trobisch                       | deutscher Pastor und Missionar                                                                       |       |       |
| 14. Oktober | Franz Huber                           | deutscher Hochschullehrer                                                                            | 92    |       |
| 14. Oktober | Arthur Mendel                         | US-amerikanischer Chordirigent, Musikwissenschaftler und -pädagoge                                   | 74    |       |
| 14. Oktober | Hans-Ulrich Rottka                    | deutscher Richter                                                                                    | 84    |       |
| 15. Oktober | Karl Willy Beer                       | deutscher Journalist                                                                                 | 70    |       |
| 15. Oktober | Gus Cannon                            | US-amerikanischer Blues-Musiker                                                                      | 96    |       |
| 15. Oktober | Jacob L. Devers                       | US-amerikanischer General                                                                            | 92    |       |
| 15. Oktober | Arthur Hilton                         | britisch-US-amerikanischer Filmeditor, Filmregisseur und Filmproduzent                               | 82    |       |
| 15. Oktober | Walter Clemens Schmidt                | deutscher Maler, Glasmaler, Holzschneider und Graphiker                                              | 89    |       |
| 16. Oktober | Johan Borgen                          | norwegischer Schriftsteller, Journalist und Literaturkritiker                                        | 77    |       |
| 16. Oktober | Ernst Oschmann                        | deutscher Widerstandskämpfer und Parteifunktionär (SED)                                              | 72    |       |
| 17. Oktober | Pierre Bernac                         | französischer Sänger und Gesangslehrer                                                               | 80    |       |
| 17. Oktober | George Joseph Biskup                  | US-amerikanischer Geistlicher und römisch-katholischer Erzbischof von Indianapolis                   | 68    |       |
| 17. Oktober | Hemshof-Friedel                       | deutsche Straßenmusikantin, Ludwigshafener Original                                                  |       |       |
| 17. Oktober | Germaine Lubin                        | französische Opernsängerin (Sopran)                                                                  | 89    |       |
| 17. Oktober | André Matsangaíssa                    | mosambikanischer Rebellenführer der RENAMO                                                           | 29    |       |
| 17. Oktober | Hellmut Neumann                       | deutscher Rechtsanwalt und Oberbürgermeister (DDP/SED) von Mühlhausen                                | 88    |       |
| 17. Oktober | S. J. Perelman                        | US-amerikanischer Drehbuchautor, Schriftsteller und Humorist                                         | 75    |       |
| 17. Oktober | Werner Priegnitz                      | deutscher Stadthistoriker und Maler                                                                  | 83    |       |
| 17. Oktober | Karel Reiner                          | tschechischer Komponist                                                                              | 69    |       |
| 17. Oktober | Hubert Rüsch                          | deutscher Bauingenieur                                                                               | 75    |       |
| 17. Oktober | John Stuart                           | schottischer Schauspieler                                                                            | 81    |       |
| 17. Oktober | Willy Thieme                          | deutscher Politiker, MdL, MdB                                                                        | 67    |       |
| 17. Oktober | Robert Vernay                         | französischer Filmregisseur, Produktionsleiter und Drehbuchautor                                     | 72    |       |
| 17. Oktober | Paul Wenneker                         | deutscher Marineoffizier, zuletzt Admiral im Zweiten Weltkrieg                                       | 89    |       |
| 18. Oktober | Hans Brantzen                         | deutscher Geistlicher, Häftling im KZ Dachau                                                         | 66    |       |
| 18. Oktober | Hellmuth von Hase                     | deutscher Verleger                                                                                   | 88    |       |
| 18. Oktober | Kathi Hock                            | deutsche Bildhauerin                                                                                 | 82    |       |
| 18. Oktober | Virgilio Piñera                       | kubanischer Schriftsteller und Dichter                                                               | 67    |       |
| 18. Oktober | Hans Seigewasser                      | deutscher Politiker (SED), MdV                                                                       | 74    |       |
| 18. Oktober | Friedrich Ziegler                     | deutscher Politiker (FDP/DVP), MdL (Baden-Württemberg)                                               | 72    |       |
| 19. Oktober | Marjorie Lee Browne                   | US-amerikanische Mathematikerin und Hochschullehrerin                                                | 65    |       |
| 19. Oktober | Jerome Davis                          | US-amerikanischer Soziologe                                                                          | 87    |       |
| 19. Oktober | Fritz Diez                            | deutscher Schauspieler und Regisseur                                                                 | 78    |       |
| 19. Oktober | Richard Friedenthal                   | deutscher Schriftsteller                                                                             | 83    |       |
| 19. Oktober | Paul Laven                            | deutscher Rundfunkjournalist und Schriftsteller                                                      | 76    |       |
| 19. Oktober | Giuseppe Lupis                        | italienischer Politiker                                                                              | 83    |       |
| 19. Oktober | Walter Spannenkrebs                   | deutscher Heeresoffizier, zuletzt Generalmajor im Zweiten Weltkrieg                                  | 84    |       |
| 19. Oktober | Otto Stamm                            | deutscher Mediävist und Mittelalterarchäologe                                                        | 64    |       |
| 20. Oktober | Luigi Capuano                         | italienischer Filmregisseur und Drehbuchautor                                                        | 75    |       |
| 20. Oktober | Engelbert Hofmann                     | deutscher Bauer und Politiker (BVP, CSU), Bürgermeister, Landrat und MdL Bayern                      | 79    |       |
| 20. Oktober | Jean Jourlin                          | französischer Ringer                                                                                 | 74    |       |
| 20. Oktober | Gottfried Kruchen                     | deutscher Theologe und Professor für Katholische Theologie                                           | 66    |       |
| 20. Oktober | Hans Tielecke                         | deutscher Biologe                                                                                    | 70    |       |
| 21. Oktober | Dora Ilse                             | deutsche Biologin                                                                                    | 81    |       |
| 21. Oktober | Josef Jakowlewitsch Kotin             | russischer Konstrukteur                                                                              | 71    |       |
| 21. Oktober | Tom Van Horn Moorehead                | US-amerikanischer Politiker                                                                          | 81    |       |
| 21. Oktober | Fritz Redlich                         | deutsch-US-amerikanischer Wirtschafts- und Unternehmenshistoriker                                    | 87    |       |
| 21. Oktober | Gustav Stein                          | deutscher Jurist und Politiker, MdB                                                                  | 76    |       |
| 22. Oktober | Reinhold Baer                         | deutscher Mathematiker                                                                               | 77    |       |
| 22. Oktober | Nadia Boulanger                       | französische Musikpädagogin, Komponistin und Dirigentin                                              | 92    |       |
| 22. Oktober | Johann Buchleitner                    | österreichischer Politiker (CSP), Abgeordneter zum Nationalrat                                       | 85    |       |
| 22. Oktober | Joan Chetwynd                         | britische Automobilrennfahrerin                                                                      | 81    |       |
| 22. Oktober | Karl Gonser                           | deutscher Architekt                                                                                  | 77    |       |
| 23. Oktober | Carlo Abarth                          | österreichischer Automobilrennfahrer und Fahrzeugtuner                                               | 70    |       |
| 23. Oktober | Hanns Maria Braun                     | deutscher Schriftsteller und Journalist                                                              | 69    |       |
| 23. Oktober | Antonio Caggiano                      | argentinischer Geistlicher, Erzbischof von Buenos Aires und Kardinal der römisch-katholischen Kirche | 90    |       |
| 23. Oktober | Karl Gerstl                           | österreichischer NSDAP-Kreisleiter                                                                   | 76    |       |
| 23. Oktober | Hans Kinzl                            | österreichischer Geograph                                                                            | 81    |       |
| 23. Oktober | Johann Sinnhuber                      | deutscher Offizier, zuletzt General der Artillerie im Zweiten Weltkrieg                              | 92    |       |
| 24. Oktober | S. Corinna Bille                      | Schweizer Schriftstellerin                                                                           | 67    |       |
| 24. Oktober | Giovanni Maria Cornaggia Medici       | italienischer Adeliger, Jurist, Politiker und Automobilrennfahrer                                    | 80    |       |
| 24. Oktober | Heinz Frommhold                       | deutscher Politiker (DRP), MdB                                                                       | 72    |       |
| 24. Oktober | Hermann Arthur Jahn                   | englischer Physiker                                                                                  | 72    |       |
| 24. Oktober | Georg Schaltenbrand                   | deutscher Neurologe                                                                                  | 81    |       |
| 24. Oktober | Fernando Soler                        | mexikanischer Schauspieler, Regisseur, Produzent und Drehbuchautor                                   | 83    |       |
| 25. Oktober | Maphevu Dlamini                       | swasiländischer Politiker, Premierminister von Swasiland                                             | 57    |       |
| 25. Oktober | Rudolf Frank                          | deutscher Theaterregisseur, Theaterkritiker, Schriftsteller und Übersetzer                           | 93    |       |
| 25. Oktober | Joseph Spohr                          | deutscher Jurist und Binnenhafen-Manager                                                             | 74    |       |
| 25. Oktober | Gerald Templer                        | britischer Feldmarschall, Chef des Imperialen Generalstabes                                          | 81    |       |
| 26. Oktober | Joachim Löffler                       | deutscher Politiker, MdL                                                                             | 75    |       |
| 26. Oktober | Park Chung-hee                        | südkoreanischer Politiker                                                                            | 62    |       |
| 26. Oktober | Hans-Ulrich Rieker                    | deutscher Theaterschauspieler, Autor und Oberhaupt des Ordens Arya Maitreya Mandala für Europa       | 59    |       |
| 26. Oktober | Willy Römer                           | deutscher Pressefotograf                                                                             | 91    |       |
| 27. Oktober | Willy Bopp                            | deutscher Industriekaufmann, Gewerkschafter und Senator (Bayern)                                     | 51    |       |
| 27. Oktober | Helmuth Maximilian Böttcher           | deutscher Jurist und Schriftsteller                                                                  | 84    |       |
| 27. Oktober | Charles Coughlin                      | kanadisch-amerikanischer katholischer Geistlicher, antisemitischer Radioprediger                     | 88    |       |
| 27. Oktober | Louis Gluckstein                      | britischer Jurist und Politiker (Conservative Party)                                                 | 82    |       |
| 27. Oktober | John Edward Holloway                  | südafrikanischer Diplomat                                                                            | 89    |       |
| 27. Oktober | Wolf von Kahlden                      | deutscher Offizier, Brigadegeneral des Heeres der Bundeswehr                                         | 78    |       |
| 27. Oktober | Alfred Thomson                        | britischer Grafiker und Maler                                                                        | 84    |       |
| 27. Oktober | Fritz Vollbracht                      | deutscher Kommunalpolitiker                                                                          | 75    |       |
| 28. Oktober | Dub Dickerson                         | US-amerikanischer Country- und Rockabilly-Musiker und Songwriter                                     | 52    |       |
| 28. Oktober | Raymond Fritz                         | französischer Sprinter                                                                               | 80    |       |
| 28. Oktober | Lajos Oldal                           | ungarischer Maler                                                                                    | 85    |       |
| 28. Oktober | Arnold Soboloff                       | US-amerikanischer Schauspieler, Sänger und Tänzer                                                    | 48    |       |
| 29. Oktober | Fritz Bäther                          | deutscher Politiker, MdL                                                                             | 50    |       |
| 29. Oktober | Wolf Hoffmann                         | deutscher Maler und Radierer                                                                         | 81    |       |
| 29. Oktober | Franz Krause                          | deutscher Architekt, Innenarchitekt und Maler                                                        | 82    |       |
| 29. Oktober | A. C. Miller                          | US-amerikanischer Politiker                                                                          | 81    |       |
| 29. Oktober | Carl de la Sablière                   | französischer Segler                                                                                 | 86    |       |
| 29. Oktober | Erich Schmitt                         | Schweizer Handballspieler                                                                            | 67    |       |
| 29. Oktober | Helmut Welz                           | deutscher Offizier                                                                                   | 68    |       |
| 30. Oktober | Robert Boulin                         | französischer Minister                                                                               | 59    |       |
| 30. Oktober | Georg Demetriades                     | griechisch-deutscher Landschafts- und Porträtmaler                                                   | 80    |       |
| 30. Oktober | Rachele Mussolini                     | italienische Ehefrau des Diktators Benito Mussolini                                                  | 89    |       |
| 30. Oktober | Hugo Pottebaum                        | deutscher Politiker                                                                                  | 72    |       |
| 30. Oktober | Walter Schlempp                       | deutscher Architekt                                                                                  | 74    |       |
| 30. Oktober | Barnes Neville Wallis                 | englischer Wissenschaftler                                                                           | 92    |       |
| 31. Oktober | Horst Jonischkan                      | deutscher Schauspieler                                                                               | 41    |       |
| 31. Oktober | Wolfgang Kiehl                        | deutscher Mediziner                                                                                  | 71    |       |
| 31. Oktober | Rudolf Kock                           | schwedischer Eishockey- und Fußballspieler, Fußballfunktionär                                        | 78    |       |
| 31. Oktober | Paavo Kuusinen                        | finnischer Radrennfahrer                                                                             | 64    |       |
| 31. Oktober | Carl Merz                             | österreichischer Kabarettist und Schriftsteller                                                      | 73    |       |
| Oktober     | Iwan Anissimowitsch Fadeikin          | sowjetischer Leiter der Auslandsspionage des KGB in der DDR                                          |       |       |
| Oktober     | Joseph T. Ferguson                    | US-amerikanischer Politiker                                                                          | 87    |       |

## November
| Tag          | Name                                                  | Beruf, bekannt als                                                                                              | Alter | Beleg |
| ------------ | ----------------------------------------------------- | --- | ----- | ----- |
| 1. November  | Walter Buchheim                                       | deutscher Politiker (KPD, SED), MdV                                                                             | 75    |       |
| 1. November  | Rudolf Dobermann                                      | deutscher Leichtathlet                                                                                          | 76    |       |
| 1. November  | Mamie Eisenhower                                      | US-amerikanische Politikergattin, First Lady der USA (1953–1961)                                                | 82    |       |
| 1. November  | Leo Morizewitsch Ginsburg                             | russischer Dirigent und Hochschullehrer                                                                         | 78    |       |
| 1. November  | Gustav Hopf                                           | deutscher Dermatologe und Ärztefunktionär                                                                       | 79    |       |
| 1. November  | Morton Masius                                         | deutsch-amerikanischer Physikochemiker                                                                          | 96    |       |
| 1. November  | Albert Préjean                                        | französischer Schauspieler                                                                                      | 85    |       |
| 1. November  | Saro Urzì                                             | italienischer Schauspieler                                                                                      | 66    |       |
| 2. November  | Karl-Heinz Kress                                      | deutscher Maler                                                                                                 | 51    |       |
| 2. November  | Jacques Mesrine                                       | französischer Gewaltverbrecher                                                                                  | 42    |       |
| 2. November  | Toni Schönecker                                       | deutscher Bildender Künstler                                                                                    | 86    |       |
| 2. November  | Friedrich Übelhack                                    | deutscher Offizier im Generalstabsdienst, Kommandeur des Kommandos Territoriale Verteidigung (1964–1968)        | 72    |       |
| 3. November  | Raffaele Bendandi                                     | italienischer Pseudowissenschaftler                                                                             | 86    |       |
| 3. November  | Gerd von Bonin                                        | deutscher Kameramann, Dokumentarfilmregisseur und Filmproduzent                                                 | 68    |       |
| 3. November  | Paolo Carlini                                         | italienischer Schauspieler                                                                                      | 57    |       |
| 3. November  | Hedwig Stieve                                         | deutsche Sozialarbeiterin                                                                                       | 90    |       |
| 3. November  | Otto Will-Rasing                                      | deutscher Schauspieler und Theaterintendant                                                                     | 78    |       |
| 4. November  | Jeanne d’Autremont                                    | französische Schachspielerin                                                                                    | 80    |       |
| 4. November  | Juri Nikolajewitsch Krylow                            | sowjetischer Eishockeyspieler und -trainer                                                                      | 49    |       |
| 4. November  | Samuel Sandmel                                        | amerikanischer Rabbiner und Alttestamentler                                                                     | 68    |       |
| 4. November  | Franz Wosnitza                                        | deutscher katholischer Geistlicher, Generalvikar in Kattowitz                                                   | 77    |       |
| 5. November  | Al Capp                                               | US-amerikanischer Cartoonist und Comiczeichner                                                                  | 70    |       |
| 5. November  | Oskar Kalbfell                                        | deutscher Politiker, MdL, MdB, Oberbürgermeister von Reutlingen                                                 | 82    |       |
| 5. November  | Amedeo Nazzari                                        | italienischer Schauspieler                                                                                      | 71    |       |
| 5. November  | Franz Nieke                                           | deutscher Arbeiter und Politiker, MdR                                                                           | 78    |       |
| 5. November  | Busso Peus                                            | deutscher Politiker und Oberbürgermeister der Stadt Münster                                                     | 71    |       |
| 5. November  | Lisa Regnell                                          | schwedische Wasserspringerin                                                                                    | 92    |       |
| 5. November  | Jean Rigal                                            | französischer Fußballspieler und -funktionär                                                                    | 88    |       |
| 6. November  | Reginald George James Berry                           | neuseeländischer Künstler                                                                                       | 73    |       |
| 6. November  | Eva von Bredow                                        | deutsche Leichtathletin                                                                                         | 75    |       |
| 6. November  | Rolf Cavael                                           | deutscher Maler, Zeichner und Grafiker                                                                          | 81    |       |
| 6. November  | Cecil Purdy                                           | australischer Schachspieler                                                                                     | 73    |       |
| 6. November  | Alberto Rossi Longhi                                  | italienischer Diplomat                                                                                          | 84    |       |
| 7. November  | Betty Harvie Anderson, Baroness Skrimshire of Quarter | britische Politikerin (Conservative Party), Mitglied des House of Commons                                       | 66    |       |
| 7. November  | Zdenko von Kraft                                      | österreichischer Schriftsteller                                                                                 | 93    |       |
| 7. November  | Maria Schneider                                       | österreichische Politikerin (NWB), Abgeordnete zum Nationalrat                                                  | 81    |       |
| 7. November  | Anton Wichtl                                          | österreichischer Kunstmaler                                                                                     | 59    |       |
| 8. November  | Edward Ardizzone                                      | britischer Illustrator, Maler und offizieller Kriegskünstler                                                    | 79    |       |
| 08. November | James L. Baldwin                                      | US-amerikanischer Generalmajor der US-Army                                                                      | 58    |       |
| 8. November  | Wilfred Bion                                          | britischer Psychoanalytiker                                                                                     | 82    |       |
| 8. November  | Yvonne de Gaulle                                      | französische Gattin des Regierungschefs, First Lady Frankreichs                                                 | 79    |       |
| 8. November  | Gunnar Lemvigh                                        | dänischer Schauspieler                                                                                          | 70    |       |
| 8. November  | Antonio Musu                                          | italienischer Filmproduzent und Filmregisseur                                                                   | 63    |       |
| 8. November  | Rudolf Rominger                                       | Schweizer Skirennläufer                                                                                         | 71    |       |
| 8. November  | Herbert Scholtissek                                   | deutscher Politiker, MdL, Richter des Bundesverfassungsgerichts                                                 | 79    |       |
| 8. November  | Sydney Tafler                                         | britischer Schauspieler                                                                                         | 63    |       |
| 8. November  | Samuel Tequi                                          | französischer Radrennfahrer                                                                                     | 80    |       |
| 8. November  | Johann Gottfried Thieme                               | deutscher Chemiker, Schriftsteller und Philosoph                                                                | 81    |       |
| 8. November  | Nevzat Üstün                                          | türkischer Dichter und Schriftsteller                                                                           |       |       |
| 9. November  | Hermann Barnstorff                                    | deutscher Germanist, Philologe                                                                                  | 88    |       |
| 9. November  | Louise Thaden                                         | US-amerikanische Fliegerin                                                                                      | 73    |       |
| 10. November | Jakob Baxa                                            | österreichischer Soziologe, Kulturhistoriker, Literaturhistoriker und Dichter                                   | 84    |       |
| 10. November | Harry Hart                                            | südafrikanischer Kugelstoßer, Diskuswerfer und Zehnkämpfer                                                      | 74    |       |
| 10. November | Erwin Kramer                                          | deutscher Politiker (SED), MdV, Minister für Verkehrswesen der DDR und Generaldirektor der Deutschen Reichsb... | 77    |       |
| 10. November | Amina Pirani Maggi                                    | italienische Schauspielerin                                                                                     | 87    |       |
| 10. November | Alf Rolfsen                                           | norwegischer Maler                                                                                              | 84    |       |
| 10. November | Franziska Schmidt                                     | deutsche Publizistin und Politikerin, MdL                                                                       | 80    |       |
| 10. November | Heinrich Simon                                        | deutscher Politiker (NSDAP), MdR                                                                                | 69    |       |
| 10. November | Friedrich Torberg                                     | österreichischer Schriftsteller und Journalist                                                                  | 71    |       |
| 11. November | Volkmar Denckmann                                     | deutscher Botaniker                                                                                             | 74    |       |
| 11. November | Charles Humez                                         | französischer Boxer                                                                                             | 52    |       |
| 11. November | Esmond R. Long                                        | US-amerikanischer Biochemiker und Pathologe                                                                     | 89    |       |
| 11. November | Rosa Meyer-Leviné                                     | deutsche Autorin und politische Aktivistin                                                                      | 89    |       |
| 11. November | Carl Olds                                             | US-amerikanischer Mathematiker                                                                                  | 67    |       |
| 11. November | Dimitri Tiomkin                                       | russisch-ukrainisch-US-amerikanischer Filmkomponist und Dirigent                                                | 85    |       |
| 11. November | Herbert Zachert                                       | deutscher Japanologe                                                                                            | 71    |       |
| 12. November | Ursula Adam                                           | deutsche Journalistin und Dichterin                                                                             | 56    |       |
| 12. November | Alarich Seidler                                       | deutscher SA-Führer                                                                                             | 82    |       |
| 12. November | Lotte Wolf-Matthäus                                   | deutsche Sängerin (Alt)                                                                                         | 71    |       |
| 13. November | Josef Altstötter                                      | deutscher Jurist und Ministerialdirektor im Reichsjustizministerium                                             | 87    |       |
| 13. November | Rudolf Düll                                           | deutscher Jurist                                                                                                | 92    |       |
| 13. November | Heinrich Jacob Feuerborn                              | deutscher Zoologe und Limnologe                                                                                 | 96    |       |
| 13. November | Moose Goheen                                          | US-amerikanischer Eishockeyspieler                                                                              | 85    |       |
| 13. November | Ernest N. Harmon                                      | US-amerikanischer Offizier                                                                                      | 85    |       |
| 13. November | Erminio Sertorelli                                    | italienischer Skilangläufer                                                                                     | 78    |       |
| 13. November | Nils Thomas                                           | norwegischer Segler                                                                                             | 90    |       |
| 13. November | Maurice Vast                                          | französischer Politiker, Unternehmer und Widerstandskämpfer                                                     | 81    |       |
| 13. November | Paul Wittgenstein                                     | österreichischer Exzentriker                                                                                    | 72    |       |
| 13. November | Sergius Yakobson                                      | russisch-deutsch-US-amerikanischer Bibliothekar, Historiker und Sowjetologe                                     | 78    |       |
| 14. November | Abram Harrison                                        | kanadischer Politiker (Manitoba)                                                                                | 87    |       |
| 14. November | Karl-Georg Hemmerich                                  | deutscher Maler, Schriftsteller und Komponist                                                                   | 87    |       |
| 15. November | Wilfried Acker                                        | deutscher Politiker, MdL                                                                                        | 71    |       |
| 15. November | Leo Biaggi de Blasys                                  | italienischer Unternehmer und Sportfunktionär                                                                   |       |       |
| 15. November | Jed Harris                                            | US-amerikanischer Broadway-Produzent und Drehbuchautor                                                          | 79    |       |
| 15. November | Ernst Heydorn                                         | deutscher Landwirt und Politiker, MdL                                                                           | 75    |       |
| 15. November | Patrick McGilligan                                    | irischer Politiker                                                                                              | 90    |       |
| 15. November | Frieda Nödl                                           | österreichische Politikerin und Widerstandskämpferin                                                            | 81    |       |
| 15. November | Heinrich Schmeißing                                   | deutscher Politiker, OB der Stadt Wuppertal                                                                     | 74    |       |
| 15. November | Curtis Stevens                                        | US-amerikanischer Bobfahrer                                                                                     | 81    |       |
| 15. November | Otto Stocker                                          | deutscher Botaniker                                                                                             | 90    |       |
| 16. November | Robert Asher                                          | britischer Filmregisseur                                                                                        |       |       |
| 16. November | Rachel Janait Ben-Zvi                                 | israelische Präsidentengattin und Autorin                                                                       |       |       |
| 16. November | Karl Marguerre                                        | deutscher Ingenieurwissenschaftler, Hochschullehrer und Musiker                                                 | 73    |       |
| 16. November | Erhard Siedel                                         | deutscher Schauspieler und Theaterregisseur                                                                     | 84    |       |
| 17. November | Klaus Bemmer                                          | deutscher Maler                                                                                                 | 58    |       |
| 17. November | Anders Ek                                             | schwedischer Theater- und Filmschauspieler                                                                      | 63    |       |
| 17. November | Sixto Escobar                                         | puerto-ricanischer Boxer im Bantamgewicht                                                                       | 66    |       |
| 17. November | John Glascock                                         | britischer Musiker, Bassist der Musikgruppe Jethro Tull                                                         | 28    |       |
| 17. November | Roman Ryterband                                       | polnischer Komponist, Dirigent und Pianist                                                                      | 65    |       |
| 17. November | Immanuel Velikovsky                                   | russisch-amerikanischer Arzt, Psychoanalytiker und Chronologiekritiker                                          | 84    |       |
| 18. November | Billie S. Farnum                                      | US-amerikanischer Politiker                                                                                     | 63    |       |
| 18. November | Paul Fischer                                          | deutscher Kommunal- und Landespolitiker (SPD, USPD, KPO), MdL                                                   | 85    |       |
| 18. November | Martin Kalb                                           | deutscher Antifaschist, Kämpfer in den Spanischen Interbrigaden, der Résistance und der US-Army                 | 72    |       |
| 19. November | Cecilie Brickenstein                                  | deutsche Kommunalpolitikerin (DNVP), MdBB                                                                       | 92    |       |
| 19. November | Dorothy Tiffany Burlingham                            | US-amerikanische Psychoanalytikerin                                                                             | 88    |       |
| 19. November | Karl Gaile                                            | deutscher Politiker (KPD, SED), Spanienkämpfer und Funktionär                                                   | 74    |       |
| 19. November | Max Proebstl                                          | deutscher Opern- und Oratoriensänger (Bass)                                                                     | 66    |       |
| 19. November | Dewey Jackson Short                                   | US-amerikanischer Politiker                                                                                     | 81    |       |
| 20. November | Frank A. Allen, Jr.                                   | US-amerikanischer Generalmajor der US-Army                                                                      | 83    |       |
| 20. November | Achille Corona                                        | italienischer Politiker                                                                                         | 65    |       |
| 20. November | Ernst Kanter                                          | deutscher Bundesrichter                                                                                         | 84    |       |
| 20. November | Erich Schönhardt                                      | deutscher Mathematiker                                                                                          | 88    |       |
| 20. November | Jean Snella                                           | französischer Fußballspieler und -trainer                                                                       | 64    |       |
| 20. November | Pierre Wuilleumier                                    | französischer Klassischer Philologe, Althistoriker und Archäologe                                               | 75    |       |
| 21. November | Maurizio Arena                                        | italienischer Schauspieler                                                                                      | 45    |       |
| 21. November | Roger Descombes                                       | Schweizer bildender Künstler und Dichter                                                                        | 64    |       |
| 21. November | Erich Drechsler                                       | deutscher Maler, Grafiker und Nervenarzt                                                                        | 76    |       |
| 21. November | Asja Lācis                                            | lettische Schauspielerin, Regisseurin und Theaterleiterin                                                       | 88    |       |
| 21. November | Werner Pollack                                        | deutscher Verwaltungsjurist; Landrat und Regierungspräsident                                                    | 93    |       |
| 21. November | Hedda Walther                                         | deutsche Fotografin                                                                                             | 85    |       |
| 22. November | Dallas Bartley                                        | US-amerikanischer Rhythm & Blues und Jazz-Bassist, Bandleader und Komponist                                     | 63    |       |
| 22. November | Frans de Bruyn Kops                                   | niederländischer Fußballspieler                                                                                 | 93    |       |
| 22. November | Percy Dockrell                                        | irischer Politiker                                                                                              | 64    |       |
| 22. November | George Froeschel                                      | österreichisch-amerikanischer Drehbuchautor                                                                     | 88    |       |
| 22. November | Hans Molfenter                                        | deutscher Maler                                                                                                 | 95    |       |
| 22. November | Georg Müller-Egert                                    | deutscher Komponist und Journalist                                                                              | 40    |       |
| 22. November | Josef Oberhauser                                      | deutscher SS-Mann, Mitglied der SS-Totenkopfverbände                                                            | 64    |       |
| 22. November | Anne Vondeling                                        | niederländischer Politiker (PvdA)                                                                               | 63    |       |
| 23. November | Robert Edmund Alford                                  | britischer Kolonialadministrator, Gouverneur von St. Helena                                                     | 75    |       |
| 23. November | Henry Coker                                           | US-amerikanischer Jazzposaunist                                                                                 | 64    |       |
| 23. November | René Fontaine                                         | französischer Chirurg                                                                                           | 80    |       |
| 23. November | Aurelio Menegazzi                                     | italienischer Radrennfahrer                                                                                     | 79    |       |
| 23. November | Merle Oberon                                          | britische Schauspielerin                                                                                        | 68    |       |
| 23. November | Charles E. Potter                                     | US-amerikanischer Politiker (Republikanische Partei)                                                            | 63    |       |
| 23. November | Judee Sill                                            | US-amerikanische Sängerin und Songschreiberin                                                                   | 35    |       |
| 23. November | Käthe Stricker                                        | deutsche Pädagogin und Literaturhistorikerin                                                                    | 101   |       |
| 24. November | Lily Beaurepaire                                      | australische Schwimmerin                                                                                        | 87    |       |
| 24. November | Hubert Berke                                          | deutscher Maler und Grafiker                                                                                    | 71    |       |
| 24. November | August Bischof                                        | deutscher Glaskünstler                                                                                          | 90    |       |
| 24. November | John Robert Cartwright                                | kanadischer Richter, Vorsitzender des Obersten Gerichtshofes                                                    | 84    |       |
| 24. November | Jo Eshuijs                                            | niederländischer Fußballspieler                                                                                 | 94    |       |
| 24. November | Ralph R. Greenson                                     | amerikanischer Psychiater und Psychoanalytiker                                                                  | 68    |       |
| 24. November | Alfred Kneschke                                       | deutscher Mathematiker, Diplomingenieur und Hochschullehrer                                                     | 77    |       |
| 24. November | Hans Nachtsheim                                       | deutscher Zoologe und Genetiker                                                                                 | 89    |       |
| 24. November | Erich Wiese                                           | deutscher Kunsthistoriker und Museumsleiter                                                                     | 88    |       |
| 25. November | Reo Franklin Fortune                                  | US-amerikanischer Anthropologe und Ethnologe                                                                    | 76    |       |
| 25. November | Albert Funk                                           | deutscher Apotheker, Prähistoriker und Heimatforscher                                                           | 92    |       |
| 25. November | Hermann Gehri                                         | Schweizer Ringer                                                                                                | 80    |       |
| 25. November | William Murphy                                        | irischer Boxer                                                                                                  | 76    |       |
| 25. November | Bauke Roolvink                                        | niederländischer Politiker (ARP) und Gewerkschaftsfunktionär                                                    | 67    |       |
| 25. November | Leon Sash                                             | US-amerikanischer Jazz-Akkordeonist                                                                             | 57    |       |
| 26. November | John Cromwell                                         | US-amerikanischer Schauspieler und Regisseur                                                                    | 91    |       |
| 26. November | Marcel L’Herbier                                      | französischer Filmregisseur, Autor, Drehbuchautor und Filmproduzent                                             | 91    |       |
| 26. November | Conny Méndez                                          | venezolanische Schauspielerin, Malerin und Karikaturistin, Schriftstellerin und Komponistin und Begründerin ... | 81    |       |
| 26. November | Benjamin Schachor                                     | israelischer Politiker                                                                                          |       |       |
| 26. November | Christo Wakarelski                                    | bulgarischer Ethnograph                                                                                         | 82    |       |
| 26. November | Maria Zierer-Steinmüller                              | deutsche Schriftstellerin                                                                                       | 83    |       |
| 27. November | Michael J. Bradley                                    | US-amerikanischer Politiker                                                                                     | 82    |       |
| 27. November | Leo Brewster                                          | US-amerikanischer Jurist                                                                                        | 76    |       |
| 27. November | Walter Dietrich                                       | Schweizer Fußballspieler                                                                                        | 76    |       |
| 27. November | Henri Heim de Balsac                                  | französischer Zoologe, Ornithologe und Spezialist für Kleinwirbeltiere                                          | 80    |       |
| 27. November | Rolf Kaiser                                           | deutscher Anglist und Hochschullehrer                                                                           | 70    |       |
| 27. November | Carl Roesch                                           | Schweizer Künstler                                                                                              | 95    |       |
| 28. November | Wilhelm Bielefeld                                     | deutscher kommunistischer Widerstandskämpfer                                                                    | 80    |       |
| 28. November | Rudolf List                                           | österreichischer Schriftsteller und Journalist                                                                  | 78    |       |
| 29. November | Jean Cabassu                                          | französischer Fußballspieler                                                                                    | 77    |       |
| 29. November | George James Cole, Baron Cole                         | britischer Unternehmer, Wirtschaftsmanager und Politiker                                                        | 73    |       |
| 29. November | Walter Matthias Diggelmann                            | Schweizer Schriftsteller                                                                                        | 52    |       |
| 29. November | Friedrich Heineck                                     | deutscher Pädagoge und Naturwissenschaftler                                                                     | 99    |       |
| 29. November | Zeppo Marx                                            | US-amerikanischer Komiker                                                                                       | 78    |       |
| 29. November | Luca Sganzini                                         | Schweizer Bergsteiger, Bergführer, Autor                                                                        | 27    |       |
| 29. November | Ray Smith                                             | amerikanischer Rockabilly-Musiker                                                                               | 45    |       |
| 29. November | Gustav Zigeuner                                       | österreichischer Jurist und 1956 Präsident des Verfassungsgerichtshofes der Republik Österreich                 | 93    |       |
| 30. November | Arno Assmann                                          | deutscher Schauspieler, Regisseur und Intendant                                                                 | 71    |       |
| 30. November | Mario Astarita                                        | italienischer Bankier und Kunstsammler                                                                          | 83    |       |
| 30. November | Gabrielle Dorziat                                     | französische Schauspielerin                                                                                     | 99    |       |
| 30. November | Laura Gilpin                                          | US-amerikanische Fotografin                                                                                     | 88    |       |
| 30. November | Margarete Jung                                        | sozialistische Politikerin (SED) und DFD-Funktionärin                                                           | 81    |       |
| 30. November | Laurence S. Kuter                                     | US-amerikanischer Offizier, General der US Air Force                                                            | 74    |       |
| 30. November | Emile Severeyns                                       | belgischer Radrennfahrer                                                                                        | 48    |       |
| 30. November | Allen Vincent                                         | US-amerikanischer Drehbuchautor                                                                                 | 76    |       |

## Dezember
| Tag          | Name                                  | Beruf, bekannt als                                                                                         | Alter | Beleg |
| ------------ | ------------------------------------- | --- | ----- | ----- |
| 1. Dezember  | Eduardo Blanco Amor                   | galicischer Schriftsteller                                                                                 | 82    |       |
| 1. Dezember  | Geoffrey Faithfull                    | britischer Kameramann                                                                                      | 86    |       |
| 1. Dezember  | Alfred Fankhauser                     | Schweizer Politiker (BGB)                                                                                  |       |       |
| 1. Dezember  | Oscar Adolf Germann                   | Schweizer Jurist und Offizier                                                                              | 90    |       |
| 1. Dezember  | Theodor Grüneberg                     | deutscher Dermatologe und Hochschullehrer                                                                  | 78    |       |
| 1. Dezember  | Max Jacobson                          | deutsch-US-amerikanischer Arzt                                                                             | 79    |       |
| 01. Dezember | Lajos Maszlay                         | ungarischer Fechter                                                                                        | 76    |       |
| 1. Dezember  | Michail Erasmowitsch Omeljanowski     | sowjetischer Philosoph                                                                                     | 75    |       |
| 1. Dezember  | Bryan Patterson                       | US-amerikanischer Paläontologe                                                                             | 70    |       |
| 1. Dezember  | Ilse Schunke                          | deutsche Einbandforscherin und Historikerin                                                                | 86    |       |
| 01. Dezember | Clyde Swendsen                        | US-amerikanischer Wasserspringer sowie Wasserballspieler und -trainer                                      | 84    |       |
| 2. Dezember  | Helen Fraser                          | schottisch-britische Suffragette und Politikerin                                                           | 98    |       |
| 2. Dezember  | Julius Meyer                          | deutscher Politiker (KPD, SED), MdV, Präsident des Verbands der Jüdischen Gemeinden in der DDR (1952/1953) | 70    |       |
| 2. Dezember  | Jan Pijnenburg                        | niederländischer Radrennfahrer                                                                             | 73    |       |
| 2. Dezember  | John Rae                              | neuseeländischer Politiker (National Party)                                                                | 75    |       |
| 2. Dezember  | Hans Rohde                            | deutscher Fußballspieler                                                                                   | 64    |       |
| 2. Dezember  | Wassili Pawlowitsch Solowjow-Sedoi    | sowjetischer Komponist                                                                                     | 72    |       |
| 3. Dezember  | Dhyan Chand                           | indischer Hockeyspieler                                                                                    | 74    |       |
| 3. Dezember  | Jörundur Brynjólfsson                 | isländischer Politiker (Fortschrittspartei)                                                                | 95    |       |
| 3. Dezember  | Carl B. Koford                        | US-amerikanischer Biologe                                                                                  | 64    |       |
| 3. Dezember  | František Kriegel                     | tschechoslowakischer Politiker                                                                             | 71    |       |
| 4. Dezember  | Petja Dubarowa                        | bulgarische Dichterin und Schauspielerin                                                                   | 17    |       |
| 4. Dezember  | Friedrich Ebert junior                | deutscher Politiker (SPD, SED), MdR, MdV und Oberbürgermeister von Ost-Berlin                              | 85    |       |
| 4. Dezember  | Willi Hübner                          | deutscher Politiker                                                                                        | 83    |       |
| 4. Dezember  | Hans Koch                             | deutscher Politiker                                                                                        | 49    |       |
| 4. Dezember  | Walther Müller                        | deutscher Physiker                                                                                         | 74    |       |
| 4. Dezember  | Käte Rosenheim                        | deutsch-US-amerikanische Sozialarbeiterin jüdischer Abstammung                                             | 87    |       |
| 4. Dezember  | Herbert Schönfeld                     | deutscher Pädiater und Schriftsteller                                                                      | 85    |       |
| 4. Dezember  | Ray Smith                             | US-amerikanischer Country-Sänger                                                                           | 61    |       |
| 4. Dezember  | Hans Vogt                             | deutscher Ingenieur und Erfinder des Lichttonverfahrens                                                    | 89    |       |
| 5. Dezember  | Sonia Delaunay-Terk                   | französische Malerin und Designerin                                                                        | 94    |       |
| 5. Dezember  | Dietmar Korzeniewski                  | deutscher Klassischer Philologe und Gymnasiallehrer                                                        | 46    |       |
| 5. Dezember  | Jesse Pearson                         | US-amerikanischer Sänger, Schauspieler, Drehbuchautor                                                      | 49    |       |
| 5. Dezember  | Alfred Quellmalz                      | deutscher Musikwissenschaftler                                                                             | 80    |       |
| 5. Dezember  | Leonhard Rost                         | deutscher Alttestamentler                                                                                  | 83    |       |
| 5. Dezember  | Lesley Selander                       | US-amerikanischer Filmregisseur, Fernsehregisseur, Regieassistent und Kameramann                           | 79    |       |
| 6. Dezember  | Fritz T. Epstein                      | deutsch-amerikanischer Historiker                                                                          | 81    |       |
| 6. Dezember  | Edi Nägeli                            | Schweizer Fußballfunktionär                                                                                | 67    |       |
| 6. Dezember  | Arndt Georg Nissen                    | deutscher Hochseesegler, Maler und Grafiker                                                                | 72    |       |
| 6. Dezember  | Casey Robinson                        | US-amerikanischer Drehbuchautor, Filmregisseur und -produzent                                              | 76    |       |
| 7. Dezember  | Nicolas Born                          | deutscher Schriftsteller                                                                                   | 41    |       |
| 7. Dezember  | Walter Fuchs                          | deutscher Kommunalpolitiker                                                                                | 64    |       |
| 7. Dezember  | Eddie Gottlieb                        | US-amerikanischer Unternehmer und Sportfunktionär                                                          | 81    |       |
| 7. Dezember  | Walter A. Haas                        | amerikanischer Manager                                                                                     | 90    |       |
| 7. Dezember  | Manfred Jenning                       | deutscher Autor, Regisseur, Puppenführer, Sprecher und Komponist der Augsburger Puppenkiste                | 50    |       |
| 7. Dezember  | Hans Matschak                         | deutscher Ingenieur und Hochschullehrer                                                                    | 78    |       |
| 7. Dezember  | Cecilia Payne-Gaposchkin              | englisch-amerikanische Astronomin                                                                          | 79    |       |
| 7. Dezember  | Leopold Siemens                       | deutscher Vizeadmiral der Kriegsmarine                                                                     | 90    |       |
| 7. Dezember  | Cavit Orhan Tütengil                  | türkischer Soziologe                                                                                       |       |       |
| 8. Dezember  | Hans Lasko                            | deutscher Maler und Grafiker                                                                               | 79    |       |
| 8. Dezember  | Nikolai Olimpijewitsch Grizenko       | sowjetischer Film- und Theaterschauspieler                                                                 | 67    |       |
| 8. Dezember  | Fritz Oberdörffer                     | US-amerikanischer Musikwissenschaftler deutscher Herkunft                                                  | 84    |       |
| 8. Dezember  | Mariano Paredes                       | mexikanischer Künstler                                                                                     | 66    |       |
| 8. Dezember  | Gerhard Petschelt                     | deutscher Jurist, Oberstadtdirektor von Bochum (1952–1976)                                                 | 68    |       |
| 9. Dezember  | Gerti Deutsch                         | österreichische Fotografin und Fotojournalistin                                                            | 70    |       |
| 9. Dezember  | Friedrich Hirschauer                  | deutscher Offizier, zuletzt General der Flakartillerie im Zweiten Weltkrieg                                | 96    |       |
| 9. Dezember  | Hjalmar Johansen                      | dänischer Turner                                                                                           | 87    |       |
| 9. Dezember  | Arthur Mertins                        | deutscher Politiker, MdR, MdB                                                                              | 81    |       |
| 9. Dezember  | Otto Müller                           | deutscher Maler und Graphiker                                                                              | 81    |       |
| 9. Dezember  | James Neilson                         | US-amerikanischer Filmregisseur                                                                            | 70    |       |
| 9. Dezember  | Fulton John Sheen                     | US-amerikanischer Bischof, Moderator, Autor                                                                | 84    |       |
| 10. Dezember | Svend Blach                           | dänischer Hockeyspieler                                                                                    | 86    |       |
| 10. Dezember | Ann Dvorak                            | US-amerikanische Schauspielerin                                                                            | 67    |       |
| 10. Dezember | Oswald Jarisch                        | deutscher Maler und wissenschaftlicher Fotograf                                                            | 77    |       |
| 10. Dezember | Gerhard Mohr                          | deutscher Komponist und Arrangeur                                                                          | 78    |       |
| 10. Dezember | Margarete Nischwitz                   | deutsche Politikerin, MdL Sachsen                                                                          | 88    |       |
| 10. Dezember | Alfredo Núñez de Borbón               | mexikanischer Geiger und Komponist                                                                         | 71    |       |
| 11. Dezember | Ferdinand Barth                       | deutscher Maler                                                                                            | 77    |       |
| 11. Dezember | James J. Gibson                       | US-amerikanischer Psychologe                                                                               | 75    |       |
| 11. Dezember | Alfred Jepsen                         | deutscher lutherischer Theologe und Religionshistoriker                                                    | 79    |       |
| 11. Dezember | E. A. Mitchell                        | US-amerikanischer Politiker                                                                                | 69    |       |
| 11. Dezember | Carlo Schmid                          | deutscher Politologe und Politiker, MdL, MdB                                                               | 83    |       |
| 12. Dezember | Renato Chiantoni                      | italienischer Schauspieler                                                                                 | 73    |       |
| 12. Dezember | Charlotte Radcliffe                   | britische Schwimmerin                                                                                      | 76    |       |
| 12. Dezember | Boris Stefanow                        | bulgarischer Botaniker                                                                                     | 85    |       |
| 12. Dezember | Leonard Johnston Wills                | britischer Geologe                                                                                         | 95    |       |
| 13. Dezember | Alfred Bengsch                        | deutscher Geistlicher, römisch-katholischer Bischof von Berlin und Kardinal                                | 58    |       |
| 13. Dezember | Walter Bosse                          | österreichischer Bildhauer                                                                                 | 75    |       |
| 13. Dezember | Thomas Braut                          | deutscher Schauspieler und Synchronsprecher                                                                | 49    |       |
| 13. Dezember | Franz Gehweiler                       | deutscher Bürgermeister und Politiker                                                                      | 62    |       |
| 13. Dezember | Jon Hall                              | US-amerikanischer Schauspieler                                                                             | 64    |       |
| 13. Dezember | Rudolf Mendel                         | deutscher Politiker, MdA                                                                                   | 72    |       |
| 13. Dezember | Behçet Necatigil                      | türkischer Lyriker, Hörspielautor und Übersetzer                                                           | 63    |       |
| 13. Dezember | Johann Diedrich Noltenius             | deutscher Politiker                                                                                        | 68    |       |
| 13. Dezember | Hans-Günther Riedel                   | deutscher Verfahrenstechniker und Hochschullehrer                                                          | 67    |       |
| 14. Dezember | Wilhelm Burger                        | deutscher SS-Sturmbannführer                                                                               | 75    |       |
| 14. Dezember | Peter Donlon                          | US-amerikanischer Ruderer                                                                                  | 72    |       |
| 14. Dezember | Peter Jeschke                         | deutscher Rechtsanwalt und Kommunalpolitiker                                                               | 84    |       |
| 14. Dezember | Viktor Karell                         | deutscher Heimatforscher, Schriftsteller und Lehrer                                                        | 81    |       |
| 14. Dezember | Riccardo Lombardi                     | italienischer Prediger                                                                                     | 71    |       |
| 14. Dezember | Andrew Thorndike                      | deutscher Dokumentarfilmer                                                                                 | 70    |       |
| 15. Dezember | Jackie Brenston                       | US-amerikanischer R&B-Musiker                                                                              | 49    |       |
| 15. Dezember | Egon Denz                             | österreichischer Politiker (NSDAP) und SS-Führer                                                           | 80    |       |
| 15. Dezember | Ethel Lackie                          | US-amerikanische Schwimmerin                                                                               | 72    |       |
| 15. Dezember | Sherman P. Lloyd                      | US-amerikanischer Politiker                                                                                | 65    |       |
| 15. Dezember | Georg Trexler                         | deutscher Kirchenmusiker, Musikpädagoge und Komponist                                                      | 76    |       |
| 16. Dezember | Carlos Camacho                        | US-amerikanischer Politiker                                                                                | 55    |       |
| 16. Dezember | Omer Corteyn                          | belgischer Sprinter                                                                                        | 83    |       |
| 16. Dezember | Ladislav Hlad                         | tschechoslowakischer Geistlicher, Weihbischof in Prag                                                      | 71    |       |
| 16. Dezember | Max Knapp                             | Schweizer Schauspieler und Theaterregisseur sowie Opern- und Operettensänger (Tenor)                       | 80    |       |
| 16. Dezember | Raymond S. McKeough                   | US-amerikanischer Politiker                                                                                | 91    |       |
| 16. Dezember | Vaqif Mustafazadə                     | aserbaidschanischer Komponist und Pianist                                                                  | 39    |       |
| 16. Dezember | Josef Wagnes                          | österreichischer Komponist, Violoncellist und Lehrer                                                       | 88    |       |
| 16. Dezember | Franz Zinner                          | deutscher Gewichtheber                                                                                     | 77    |       |
| 17. Dezember | Leopold Hartl                         | österreichischer Polizist und Politiker, Abgeordneter zum Nationalrat                                      | 73    |       |
| 17. Dezember | Anne Marie Heiler                     | deutsche Politikerin, MdB                                                                                  | 90    |       |
| 18. Dezember | Henny Lindorff Buckhøj                | dänische Schauspielerin                                                                                    | 77    |       |
| 18. Dezember | Karl Buckow                           | deutscher Politiker                                                                                        | 64    |       |
| 18. Dezember | Franz Suchomel                        | SS-Unterscharführer im Vernichtungslager Treblinka                                                         | 72    |       |
| 19. Dezember | Horst Dreßler-Andreß                  | deutscher Präsident der Reichsrundfunkkammer                                                               | 80    |       |
| 19. Dezember | Nat W. Finston                        | US-amerikanischer Dirigent und Komponist                                                                   | 84    |       |
| 19. Dezember | Klaus Groth                           | deutscher Architekt                                                                                        | 86    |       |
| 19. Dezember | Edmond Jaquet                         | Schweizer Politiker                                                                                        | 88    |       |
| 19. Dezember | Claus Juell                           | norwegischer Segler                                                                                        | 77    |       |
| 19. Dezember | Wilhelm Kaisen                        | deutscher Politiker, MdBB, Bremer Bürgermeister                                                            | 92    |       |
| 19. Dezember | Thomas O’Malley                       | US-amerikanischer Politiker                                                                                | 76    |       |
| 19. Dezember | Richard Riedel                        | deutscher Journalist, Drehbuchautor und Filmproduktionsleiter                                              | 84    |       |
| 19. Dezember | Friedrich Stahl                       | deutscher Offizier                                                                                         | 90    |       |
| 20. Dezember | José Loreto Arismendi                 | venezolanischer Rechtsanwalt und Politiker                                                                 | 81    |       |
| 20. Dezember | Josef Bachlechner der Jüngere         | österreichischer Bildhauer                                                                                 | 58    |       |
| 20. Dezember | Max Heyckendorf                       | deutscher kommunistischer Widerstandskämpfer gegen den Nationalsozialismus                                 | 83    |       |
| 20. Dezember | Wolfgang Metzger                      | deutscher Psychologe, Vertreter der zweiten Generation der Gestalttheorie                                  | 80    |       |
| 21. Dezember | Kurt Bode                             | deutscher Richter                                                                                          | 84    |       |
| 21. Dezember | Bernardas Bučas                       | litauischer Bildhauer                                                                                      | 76    |       |
| 21. Dezember | Gilbert Dalldorf                      | US-amerikanischer Virologe und Pathologe                                                                   | 79    |       |
| 21. Dezember | Wilhelm Dege                          | deutscher Pädagoge und Wissenschaftler                                                                     | 69    |       |
| 21. Dezember | Michl Lang                            | deutscher Volksschauspieler                                                                                | 80    |       |
| 21. Dezember | Ermindo Onega                         | argentinischer Fußballspieler                                                                              | 39    |       |
| 22. Dezember | Albin Angerer                         | deutscher Arzt und Studentenhistoriker                                                                     | 94    |       |
| 22. Dezember | Friedrich Carl Fugger von Babenhausen | deutscher Adeliger                                                                                         | 65    |       |
| 22. Dezember | Mária Mednyánszky                     | ungarische Tischtennisspielerin                                                                            | 78    |       |
| 22. Dezember | George Pollock                        | britischer Regisseur und Regieassistent                                                                    | 72    |       |
| 22. Dezember | Peppino Wieternik                     | österreichischer Maler                                                                                     | 60    |       |
| 22. Dezember | Darryl F. Zanuck                      | US-amerikanischer Filmproduzent, Autor und Regisseur                                                       | 77    |       |
| 23. Dezember | Peggy Guggenheim                      | US-amerikanische Kunstmäzenin, Sammlerin und Galeristin                                                    | 81    |       |
| 23. Dezember | Gustav Heinisch                       | österreichischer Ingenieur und Bergrat                                                                     | 86    |       |
| 23. Dezember | Heinrich Hoffmann                     | deutscher Politiker, Parteifunktionär (SPD, SED), MdV                                                      | 80    |       |
| 23. Dezember | Terence Judd                          | englischer Pianist                                                                                         | 22    |       |
| 23. Dezember | Ernest B. Schoedsack                  | US-amerikanischer Kameramann, Regisseur und Filmproduzent                                                  | 86    |       |
| 23. Dezember | Dirk Stikker                          | niederländischer Bankier, Industrieller, Politiker und Diplomat                                            | 82    |       |
| 24. Dezember | Rudi Dutschke                         | deutscher Studentenführer                                                                                  | 39    |       |
| 24. Dezember | Karl Roth                             | deutscher Landrat                                                                                          | 86    |       |
| 24. Dezember | Vera Sandberg                         | schwedische Chemieingenieurin                                                                              | 84    |       |
| 25. Dezember | Joan Blondell                         | US-amerikanische Schauspielerin                                                                            | 73    |       |
| 25. Dezember | Lee Bowman                            | US-amerikanischer Schauspieler                                                                             | 64    |       |
| 25. Dezember | Mario Filippeschi                     | italienischer Opernsänger                                                                                  | 72    |       |
| 25. Dezember | Michail Iljitsch Kasakow              | sowjetischer Armeegeneral                                                                                  | 78    |       |
| 25. Dezember | Paul Longuet                          | französischer Politiker                                                                                    | 70    |       |
| 25. Dezember | Maurice Rieder                        | Schweizer Ruderer                                                                                          |       |       |
| 25. Dezember | Tomiki Kenji                          | japanischer Aikido-Lehrer                                                                                  | 79    |       |
| 26. Dezember | Raymond Bertholet                     | Schweizer Politiker und Gewerkschafter                                                                     | 70    |       |
| 26. Dezember | Edward Castle, Baron Castle           | britischer Journalist und Politiker                                                                        | 72    |       |
| 26. Dezember | John Coats                            | schottischer Theosoph und Bischof der Liberalkatholischen Kirche                                           | 73    |       |
| 26. Dezember | Helmut Hasse                          | deutscher Mathematiker                                                                                     | 81    |       |
| 26. Dezember | Karl Hubbuch                          | deutscher Maler, Lithograf und Kunstprofessor                                                              | 88    |       |
| 26. Dezember | Karl Manitius                         | deutscher Historiker                                                                                       | 80    |       |
| 26. Dezember | Hans-Georg Pflaum                     | französischer Althistoriker deutscher Herkunft                                                             | 77    |       |
| 26. Dezember | Paul Roitzsch                         | deutscher Lehrer, Archivar und Heimatforscher                                                              | 91    |       |
| 26. Dezember | Wladimir Konstantinowitsch Safronow   | sowjetischer Boxer                                                                                         | 44    |       |
| 26. Dezember | John Savidge                          | britischer Kugelstoßer                                                                                     | 55    |       |
| 27. Dezember | Hafizullah Amin                       | afghanischer Politiker                                                                                     | 50    |       |
| 27. Dezember | Bernard Bijvoet                       | niederländischer Architekt                                                                                 | 90    |       |
| 27. Dezember | Walter Hemming                        | deutscher Maler                                                                                            | 85    |       |
| 27. Dezember | Othmar Huber                          | Schweizer Ophthalmologe und Kunstsammler                                                                   | 87    |       |
| 27. Dezember | Wilhelm Schäfer                       | deutscher Politiker (NSDAP), Landrat                                                                       | 77    |       |
| 27. Dezember | Johann Wagner                         | österreichischer Politiker, Landtagsabgeordneter, Abgeordneter zum Nationalrat                             | 82    |       |
| 28. Dezember | Rafael Filiberto Bonelly              | dominikanischer Politiker, Staatspräsident der Dominikanischen Republik                                    | 75    |       |
| 28. Dezember | Walter Hochmuth                       | deutscher Politiker, MdHB, Antifaschist und Diplomat                                                       | 75    |       |
| 28. Dezember | Hermann Lanske                        | österreichischer Produzent, Drehbuchautor und Fernsehregisseur                                             | 52    |       |
| 28. Dezember | Lucio Moreno Quintana                 | argentinischer Jurist und Diplomat                                                                         | 81    |       |
| 28. Dezember | John Norton                           | US-amerikanischer Leichtathlet                                                                             | 86    |       |
| 28. Dezember | Hermann Schulte-Heuthaus              | deutscher Offizier, zuletzt Generalmajor                                                                   | 81    |       |
| 28. Dezember | Norbert von Stetten                   | österreichischer Maler                                                                                     | 94    |       |
| 28. Dezember | Josef Wedewer                         | deutscher Maler                                                                                            | 83    |       |
| 28. Dezember | Paul Wilwertz                         | luxemburgischer Politiker, Mitglied der Chambre                                                            | 74    |       |
| 29. Dezember | Leo Oskarowitsch Arnstam              | sowjetischer Filmregisseur und Drehbuchautor                                                               | 74    |       |
| 29. Dezember | Anny Gerster-Simonett                 | Schweizer Frauenrechtlerin                                                                                 | 78    |       |
| 29. Dezember | Felix Edward Hébert                   | US-amerikanischer Politiker                                                                                | 78    |       |
| 29. Dezember | Richard Kirn                          | deutscher Journalist und Schriftsteller                                                                    | 74    |       |
| 29. Dezember | Elka de Levie                         | niederländische Kunstturnerin                                                                              | 74    |       |
| 29. Dezember | Carlo Pometta                         | Schweizer Richter                                                                                          | 83    |       |
| 29. Dezember | Branimir Sakač                        | jugoslawischer Komponist                                                                                   | 61    |       |
| 30. Dezember | Hirakushi Denchū                      | japanischer Maler                                                                                          | 107   |       |
| 30. Dezember | Hellmut Kunstmann                     | deutscher Urologe und Burgenforscher                                                                       | 71    |       |
| 30. Dezember | Walter Eberhard Loch                  | deutscher Maler, Graphiker, Schriftsteller und Kunsthandwerker                                             | 94    |       |
| 30. Dezember | Carl Johann Perl                      | österreichischer Musikwissenschaftler                                                                      | 88    |       |
| 30. Dezember | Richard Rodgers                       | US-amerikanischer Musicalkomponist                                                                         | 77    |       |
| 31. Dezember | Virgil Browne                         | US-amerikanischer Unternehmer sowie Erfinder                                                               | 102   |       |
| 31. Dezember | Claudio Ferrer                        | puerto-ricanischer Komponist und Sänger                                                                    | 75    |       |
| 31. Dezember | Luis Induni                           | italienischer Schauspieler                                                                                 | 59    |       |
| 31. Dezember | Paul Jagenberg                        | deutscher Papierindustrieller und Kulturmäzen                                                              | 79    |       |
| 31. Dezember | Ernst Lehrs                           | deutscher Anthroposoph                                                                                     | 85    |       |
| 31. Dezember | Irena Rüther-Rabinowicz               | deutsche Malerin                                                                                           | 79    |       |
| 31. Dezember | Viktoria Savs                         | österreichische Frontsoldatin im Ersten Weltkrieg                                                          | 80    |       |
| 31. Dezember | Marje Sink                            | estnische Komponistin                                                                                      | 69    |       |
| 31. Dezember | Ethel Smith                           | kanadische Leichtathletin                                                                                  | 72    |       |
| Dezember     | Fritz Danke                           | deutscher Politiker, Gewerkschafter                                                                        | 70    |       |